# نارو (أساطير)
نارو (الإله العنکبوت) (بالإنجليزية: Nareau)‏ إلهان للخلق في أساطیر میکرونیزیا لاسيما جزر جلبرت، الأول هو العنكبوت القديم أو العجوز، والثانى هو العنكبوت الصغير أو الشاب.

## الأسطورة
وفي إحدى الأساطير أن العنكبوت الكبير كان أول الموجودات، وكان يعيش في الظلام الحالك أو الفراع أو المكان اللامتناهي أو في البحر، وهو الذي خلق السموات والأرض. وهو الذي أمر الرمال والماء بالمعاشرة الجنسية فأنجبا أطفالا كان من بينها «ناكيكا» أو الأخطبوط و«رکي» أو ثعبان السمك، وابن اسمه نارو هو العنكبوت الصغير. وكانت مهمته تحويل الحمقى والبلهاء والبكم من البشر إلى أناس عاديين: فهو الذي أطلق ألسنتهم، ومد أعضاءهم، وفتح أعينهم وآذانهم. ثم طلب منهم أن أن يرفعوا السماء لكنهم عجزوا. فاستدعی «ريكي» و«ناكيكا» لمساعدته، فرفعا السماء وغاصت الأرض، وشد العنكبوت الصغير جانبي السماء ليلتقيا عند الأفق.

### أساطير ميلانيزية
- ندوثينا (ميثولوجيا)
- ندينجاي (ميثولوجيا)
- نوجا (ميثولوجيا)
- راتو ماي (ميثولوجيا)
- روكولا
- سيدو (ميثولوجيا)
- تاجارو (ميثولوجيا)
- تنيراو (ميثولوجيا)
- توكابينانا وتوكروفو
- تومودورير

### أساطير بولينيزية
- أورو (أساطير)
- باباتوانوكو
- بيلي (أساطير)
- بكوي (أساطير)
- تيكي (ميثولوجيا)
- تو (أساطير)
- فاري ما تاكيري